# William Rutter Dawes
William Rutter Dawes  (19 de marzo de 1799 ‑ 15 de febrero de 1868) fue un astrónomo inglés, pionero de las observaciones de estrellas dobles.
Desarrolló la fórmula que da el llamado "límite de Dawes", para la determinación del poder de resolución de un telescopio. Desarrolló su actividad en el laboratorio privado de George Bishop en el Regent's Park de Londres. Durante su carrera publicó observaciones relativas a 2800 estrellas dobles.

## Biografía
Dawes nació en West Sussex, hijo de William Dawes (oficial de la Royal Navy), también astrónomo, y de Judith Rutter.
Ordenado clérigo, dedicó a la astronomía una gran parte del tiempo libre que le dejaba su actividad pastoral. Fue amigo del también astrónomo William Lassell. Conocido entre sus colegas como "Ojo de águila", estableció su observatorio privado en su casa de Haddenham, Buckinghamshire. Uno de sus telescopios, un refractor Cooke de ocho pulgadas, permanece en el Observatorio de Cambridge, donde se le conoce como el Telescopio Thorrowgood.
Realizó extensos dibujos de Marte, aprovechando la oposición planetaria de 1864. En 1867, Richard Anthony Proctor hizo un mapa de Marte basado en estos dibujos.
Ganó la Medalla de oro de la Real Sociedad Astronómica en 1855.

## Eponimia
- El cráter lunar Dawes lleva este nombre en su memoria.[3]
- El cráter marciano Dawes también lleva su nombre.[4]
- Así mismo, un hueco dentro de la estructura de los Anillos de Saturno tiene su nombre.
- Por último, un fenómeno óptico, el Límite de Dawes, relacionado con la máxima resolución teórica de los telescopios, le debe su nombre.